# Virtua Fighter 5
Virtua Fighter 5 (バーチャファイター5?, Bācha Faitā Faibu) è il quinto capitolo della saga di videogiochi picchiaduro Virtua Fighter. Sviluppato da Sega-AM2 e pubblicato da Sega, questo gioco era nato come esclusiva PlayStation 3, ma dopo un anno è stato annunciato anche per Xbox 360.

## Trama
Tutti gli inviti per il quinto torneo mondiale di lotta sono stati inviati. Ora i 17 migliori lottatori del mondo iniziano le ultime fasi di preparazione. Devono imparare dagli errori del passato e perfezionare ogni aspetto della loro mente, del loro corpo e della loro anima, perché in questa competizione non c'è spazio per gli errori. La maggior parte di loro non sa che la J6, l'organizzazione che finanzia il torneo, ha secondi fini ancora più sinistri per la competizione e che il programma top secret Dural del sindacato è già in corso. Nel tentativo di dominare il mondo, gli scienziati della J6 stanno creando la macchina da combattimento definitiva con caratteristiche umane. Il Dural che Kage-Maru ha combattuto e sconfitto nel Quarto Torneo Mondiale di Combattimento non era sua madre, Tsukikage, il che ha indotto la J6 a rapire Vanessa per portare avanti la produzione di massa del progetto Dural. Vanessa è riuscita a fuggire con l'aiuto di un infiltrato, ma non prima di aver catturato i suoi dati di combattimento e averli trasferiti nel nuovo modello avanzato di Dural, chiamato V-Dural.
Il J6 è determinato a scoprire il traditore che ha liberato Vanessa e a verificare se il V-Dural è pronto a sconfiggere i migliori combattenti del mondo. Oltre a inviare il judoka giapponese Goh Hinogami a partecipare ancora una volta, il J6 schiera anche il karateka nippo-francese Jean Kujo, amico d'infanzia e rivale di Lion Rafale. Il Quinto Torneo Mondiale di Combattimento rivelerà entrambi.

## Modalità di gioco
Oltre a Dural, che sarà nuovamente il boss finale del gioco, è possibile ammirare alcuni effetti grafici presenti, come quelli della luce o dei riflessi e dei modelli poligonali senza texture: il gioco possiede inoltre la risoluzione massima di 1080p. In questo capitolo è stata immessa una modalità di gioco che si basa sull'addestramento del personaggio.

## Personaggi
| - Akira Yuki - Jeffry McWild - Aoi Umenokouji - Lion Rafale - Sarah Bryant - Shun Di - Goh Hinogami - Lau Chan - Pai Chan - Lei-Fei - Brad Burns | - Kage-Maru - Wolf Hawkfield - Jacky Bryant - Vanessa Lewis - Taka-Arashi - El Blaze (nuovo) - Eileen (nuovo) - Jean Kujo (Virtua Fighter 5 R) Boss: - Dural |

## Versioni
La versione originale per Xbox 360 contiene la modalità on-line, che invece non è stata inserita nella versione originale per PlayStation 3.

### Virtua Fighter 5 R
Il 14 febbraio 2008, all'AOU Expo, Sega-AM2 annuncia una revisione di Virtua Fighter 5 con il nome di Virtua Fighter 5 R. Questa è uscita il 24 luglio 2008 e include modifiche alle animazioni dei personaggi e alle mappe (ora con colonne sonore diverse), un nuovo personaggio praticante il karate di nome Jean Kujo e due nuove arene. È stato anche annunciato il ritorno del lottatore di sumo Taka Arashi, che ha fatto la sua prima apparizione in Virtua Fighter 3.

### Virtua Fighter 5 Final Showdown
Il 18 febbraio del 2010, Sega ha pubblicato un trailer per la seconda revisione del gioco, chiamata Virtua Fighter 5 Final Showdown. Questo update è stato mostrato per la prima volta all'AOU Expo del 2010 e distribuito per i cabinati giapponesi il 29 luglio del 2010, e presenta diverse aggiunte e migliorie rispetto alla versione precedente: nuovi costumi per i personaggi, nuove animazioni, una profonda revisione delle mosse e la rifinitura di diverse meccaniche di gioco, nonché nuove arene e altre novità. Dopo aver distribuito l'aggiornamento alla versione A di Final Showdown il 20 aprile del 2011 per i cabinati giapponesi, Sega ha anche annunciato che il titolo sarebbe arrivato su console nell'estate del 2012. In seguito SEGA ha annunciato la data ufficiale di Final Showdown per console, che è stato commercializzato esclusivamente in forma scaricabile su PlayStation 3 il 5 giugno del 2012 e su Xbox 360 il 6 giugno del 2012, completo di comparto multi-giocatore per entrambe le console, con supporto ad un massimo di 8 giocatori.

### Virtua Fighter V Ultimate Showdown
Pubblicato esclusivamente per PlayStation 4 il 1º giugno 2021, è un remake di Virtua Fighter 5 che utilizza il Dragon Engine, il motore software utilizzato per la serie di Yakuza da Yakuza 6 in poi. Il Legendary Pack DLC ricrea l'aspetto del gioco con la stessa quantità di poligoni del primo Virtua Fighter. I DLC successivi includono anche costumi e musiche provenienti dalla serie di Yakuza e da Tekken 7.

### Virtua Fighter 5 R.E.V.O.
Nel 2024 è stata annunciata una remastered per Steam dal titolo Virtua Fighter 5 R.E.V.O.

## Accoglienza
La rivista Play Generation diede alla versione originale per PlayStation 3 un punteggio di 88/100, trovando i combattimenti intensi e appaganti per i veri amanti dei picchiaduro, nonostante le somiglianze con Virtua Fighter 4 Evolution. La riedizione Final Showdown invece ricevette un punteggio di 84/100, apprezzando la struttura di gioco, che richiedeva un approccio tecnico ai combattimenti, ed il prezzo, criticando la presenza di alcune lacune a livello tecnico ed il numero di modalità di gioco decisamente limitato, finendo per trovarlo un ottimo mix di tecnica e divertimento nonostante non potesse competere con le uscite più recenti.